# Letterman Digital Arts Center
Le Letterman Digital Arts Center est un complexe de bureaux situé dans le Presidio de San Francisco, et hébergeant les sièges de Industrial Light & Magic, LucasArts, et les divisions commerciales, internet et License de Lucasfilm depuis 2005.

## Historique
Le Presidio est une ancienne base militaire de l'armée américaine en cours de reconversion. Le Letterman Digital Center a été construit en lieu et place d'un ancien hôpital militaire, le Letterman Army Hospital, nommé d'après Jonathan Letterman, un médecin militaire de l'Armée du Potomac durant la guerre de Sécession.
Le 16 août 2001, Lucasfilm signe un contrat pour construire un campus de 900 000 pieds carrés (83 613 m2) pour 2 500 employés en lieu et  place de l'hôpital militaire Letterman Army Hospital soit 23 acres (9 ha) de l'ancienne base militaire du Presidio de San Francisco. Le complexe de 850 000 pieds carrés (78 968 m2) conçu par l'architecte Gensler et le cabinet HKS a coûté 350 millions d'USD et permet d'héberger 1500 employés. Le jardin et les extérieurs ont été conçus par Lawrence Halprin, aussi responsable du Ghirardelli Square de San Francisco.
La cérémonie d'ouverture a eu lieu le 25 juin 2005 et les employés ont commencé à l'occuper à partir de juillet. Le 8 juillet 2005, les services marketing, de licence et internet de Lucasfilm déménagent du Skywalker Ranch pour le Letterman Digital Arts Center et seront rejoints par Industrial Light & Magic et LucasArts avant fin septembre 2015.
Le hall du bâtiment B est ouvert au public durant les heures de travail et comprend une galerie de Lucasfilm dont des objets et des costumes issus des films du studio comme ceux de Star Wars.
Le complexe a reçu une certification Gold de la part du LEED en raison de l'usage de matériaux recyclés provenant du  Letterman Army Hospital,

## Organisation

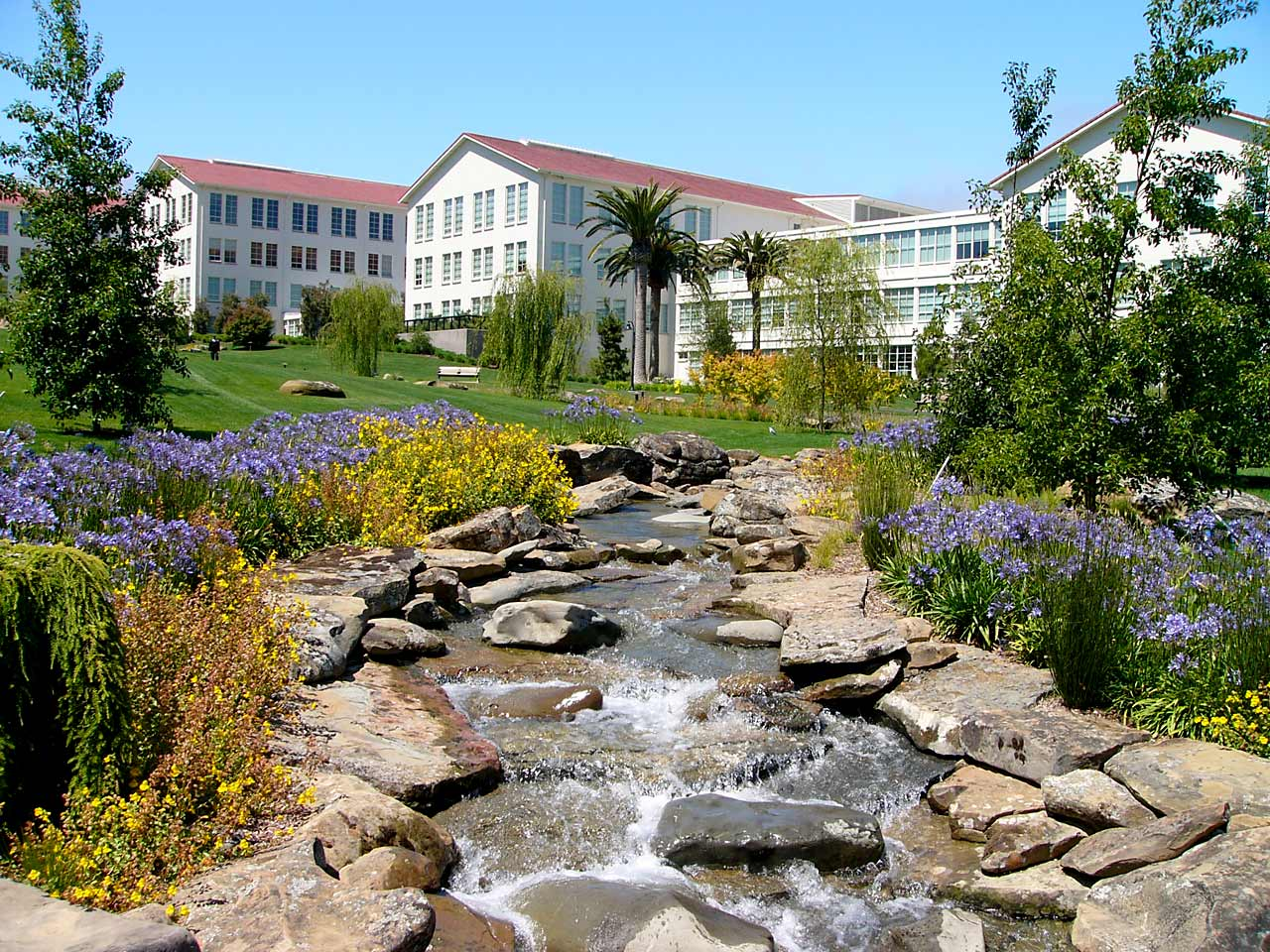
Le parc paysager

Le campus de 23 acres (9,31 ha) comprend quatre bâtiments de 5 étages totalisant près de 850 000 pieds carrés (78 968 m2) autour d'un parc paysager de 17 acres (6,88 ha) descendant en pente douce vers un étang, dans lequel s'écoule un ruisseau. Les parkings ont été construits en souterrain et le système de navette gratuite du Présidio relie le campus au reste de la ville.
- Bâtiment A
  - Lucasfilm
  - Lucasfilm Games (ex-LucasArts)
- Bâtiment B
  - Industrial Light & Magic
  - une crèche Letterman Digital Arts Daycare
- Bâtiment C
  - un centre éducatif de Bright Horizons Family Solutions
  - un Starbucks
- Bâtiment D

Les bâtiments C et D hébergent différentes sociétés qui vont des conseillers financiers aux développeurs informatiques en passant par des restaurants.